# رونالد ریلی
رونالد ریلی (انگلیسی: Ronald Riley؛ زادهٔ ۱۴ سپتامبر ۱۹۴۷) بازیکن هاکی روی چمن اهل استرالیا است.